# The Midsummer Station
The Midsummer Station – czwarty album studyjny amerykańskiego zespołu Owl City wydany 17 sierpnia 2012.

## Lista utworów
- "Dreams and Disasters" – 3:45
- "Shooting Star" –  4:07
- "Gold" – 3:56
- "Dementia" (featuring Mark Hoppus) – 3:31
- "I'm Coming After You" – 3:30
- "Speed of Love" – 3:28
- "Good Time" (with Carly Rae Jepsen) – 3:26
- "Embers" – 3:45
- "Silhouette" – 4:12
- "Metropolis" – 3:39
- "Take It All Away" – 3:31

Utwory bonusowe w iTunes
- "Bombshell Blonde" – 3:26